# Zaleptus yodo
Zaleptus yodo is een hooiwagen uit de familie Sclerosomatidae.